# 영천중앙초등학교
영천중앙초등학교는 대한민국 경상북도 영천시 문내동에 있는 공립 초등학교이다.

## 학교 연혁
- 1909년 5월 1일: 개교 (일본인 소학교)
- 1945년 11월 1일: 영천공립국민학교로 재개교
- 1946년 6월 26일: 영천조양국민학교로 교명 변경
- 1963년 6월 29일 : 영화국민학교 개교와 함께 분리 이관
- 1961년 8월 20일: 영천중앙국민학교로 교명 변경
- 2004년 3월 1일 : 포은초등학교 개교와 함께 분리 이관
- 2007년 3월 1일: 영북초등학교 통폐합, 화남분교장 편입

## 참고 자료
- 영천중앙초등학교 - 한국교육학술정보원 학교알리미